# سکنج

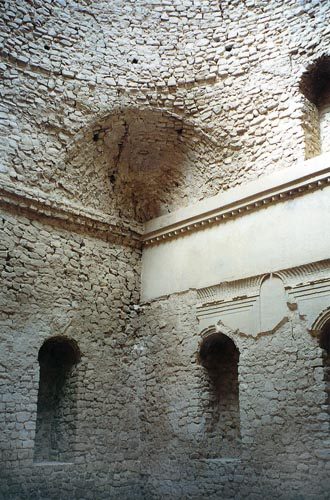
سکنج در کاخ اردشیر، فیروزآباد فارس

سِکُنج (=سه+کنج) یا گوشواره یا فیلپوش، یکی از روش‌های «گوشه‌سازی» برای تغییر مقطع «چارگوش» دیوارها به «گِرد» برای ساخت طاق یا گنبد بر روی دیوار است که از گذشته در معماری ایرانی کاربرد فراوانی داشته‌ است. فیلپوش توسط مهندسان و دانشمندان ایران باستان ابداع و از حکومت ساسانی سرچشمه گرفته است و تا دوران مدرن در سراسر آسیای مرکزی و غربی مورد استفاده قرار می‌گرفته است. گرجستان و ارمنستان نیز این فرم را از ساسانیان به ارث بردند، جایی که سکنج به طور گسترده در ساختمان های مختلف به کار می‌رفت. آنها به فراوانی در معماری کلیساهای مسیحی قرون وسطایی بازمانده یا ویران شده منطقه به نمایش درآمده‌اند. این روش بر روی معماری پس از اسلام نیز تأثیر گذاشته و در معماری مساجد نیز به کار می‌رفت.
از آنجا که در سازه‌های چارگوش برای طاق زدن همواره مانعی به نام تغییر مقطع سر راه است از این رو به روشی نیازمندیم تا از این مانع بگذریم. «گوشه سازی» که خود به روش‌های گوناگونی در معماری ایران و جهان از دیرباز کارایی یافته یگانه روش گذشتن از سد این مشکل بغرنج است.
روش «گوشواره» یا «سکنج» در کنار دیگر روش‌های «گوشه سازی» چون شیوه کاربندی و دُمغازه‌ای به نظر کهن‌ترین و ساده‌ترین روش در گوشه‌سازی بوده که ساختار به ظاهر ساده آن ویژگی‌های زیبایی شناختی بارزی را در گذر تاریخ رفته رفته بر خود بار کرده است. هرچند اوج شکوفایی هنری در گوشه سازی به روش کاربندی به وقوع می‌پیوندد.

## تاریخچه
در خاورمیانه 
اتاقک گنبدی در کاخ اردشیر، پادشاه ساسانی، در فیروزآباد ایران، کهن‌ترین نمونه‌ی باقی‌مانده از استفاده از گوشواره است. پس از ظهور اسلام، به عنوان یکی از ویژگی های معماری اسلامی ، به ویژه در ایران ، باقی ماند. در خاورمیانه و در معماری رومانسک شرقی نیز استفاده می‌شد ، اگرچه آویزها در معماری بیزانسی رایج‌تر هستند. ایاصوفیه دارای هر دو گوشواره و آویز در ترکیب است.
 در اروپای غربی 
این معماری به معماری رومی اروپای غربی هم گسترش یافت، یکی از نمونه‌های آن کلیسای سده دوازدهمی نورمن‌ها در کلیسای سان کاتالدو، پالرمو، در سیسیل است. این گنبد دارای سه گنبد است که هر کدام توسط چهار گنبد دوتایی پشتیبانی می‌شوند.